# Centre Azrieli
Le Centre Azrieli est un complexe immobilier constitués de trois gratte-ciel reliés à leur base par un centre commercial à Tel Aviv. Le centre a été conçu à l'origine par l'architecte israélo-américain Eli Attia et repris par la société Moore Yaski Sivan Architects après qu'il se fut brouillé avec les développeurs du projet. Le centre doit son nom à David Azrieli du groupe Azrieli, propriétaire du complexe.

## Architecture
Le centre Azrieli est situé sur un site de 34 500 mètres carrés dans le centre de Tel Aviv. Le coût de la construction a été estimé à 350 000 000 $.
Les tours Azrieli sont au nombre de trois :
- La tour circulaire, la plus grande, mesure 195 m et sa construction a débuté en 1996. La tour compte 49 étages, ce qui en fait le plus haut bâtiment de la ville de Tel Aviv et le second plus grand d'Israël, après la Tour Moshe Aviv à Ramat Gan construit en 2001. Le 48e étage abrite le bureau personnel de M. Azrieli et le dernier étage a une terrasse d'observation à l'intérieur et un restaurant haut de gamme. Chaque étage de la tour circulaire a une aire de 1 520 m2 et un diamètre de 44 m.

- La tour triangulaire a une hauteur de 179 m et sa construction s'est achevée en 1999. Elle compte 46 étages et son plus grand occupant est Bezeq, l'opérateur de télécommunications national israélien, qui occupe 13 étages.

- La tour carrée a été achevée en juin 2007, elle compte 42 étages et s’élève à 164 m. Sa construction a été arrêtée en 1998 en raison de désaccords sur le plan d'urbanisme et a repris en 2006.

Le complexe est accessible directement depuis l'autoroute Ayalon qui traverse la ville du Nord au Sud, mais également par le train depuis la station Tel Aviv HaShalom et le bus depuis le terminal de Tel Aviv 2000.

## Iconographie

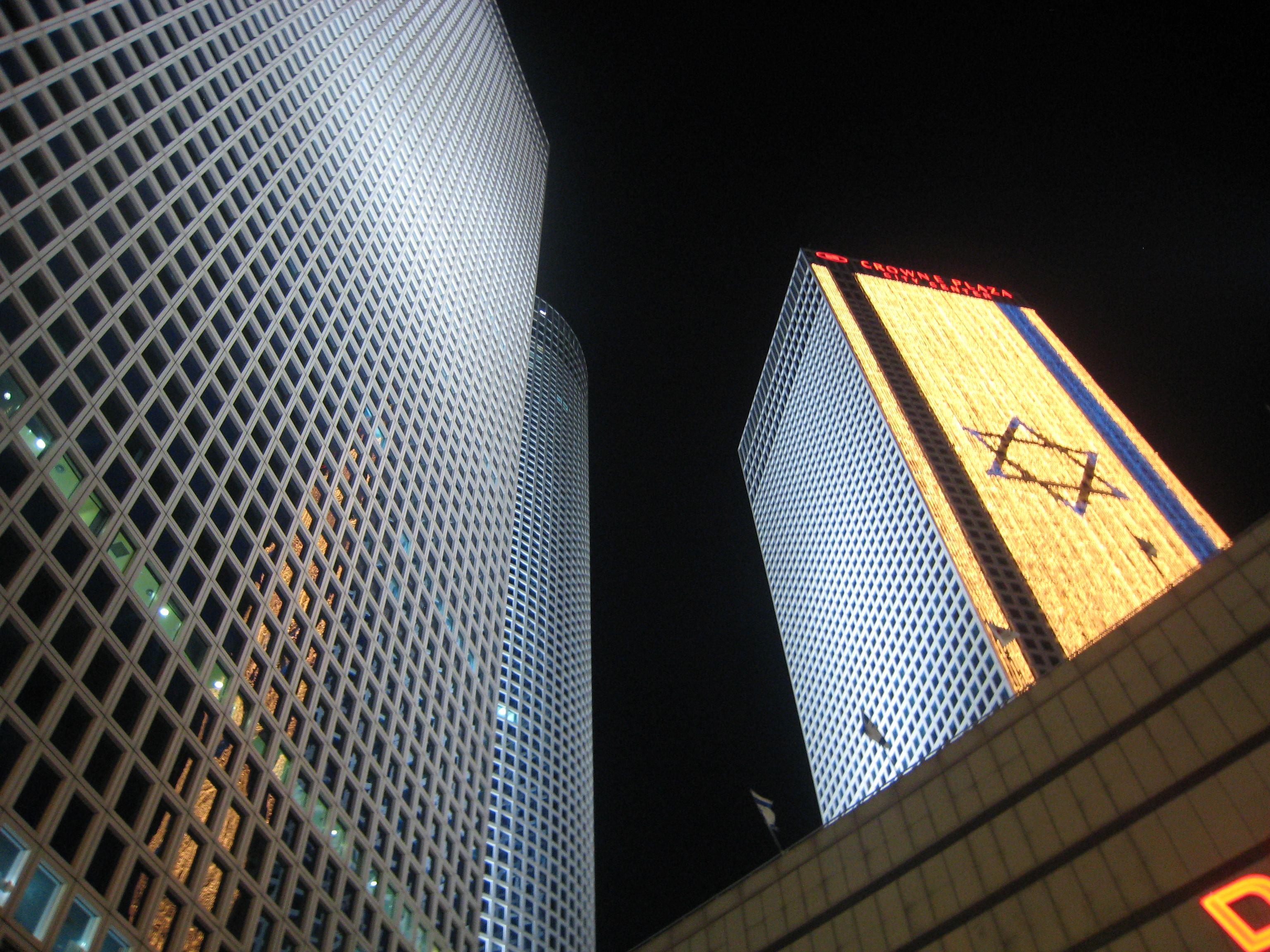
Le drapeau israélien sur la tour carrée
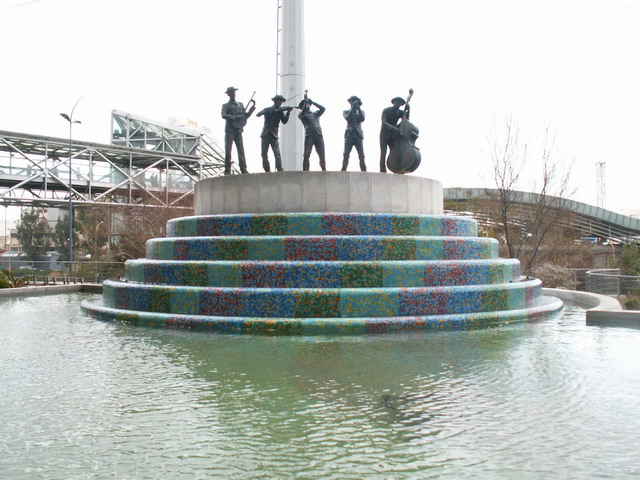
Fontaine au pied du complexe
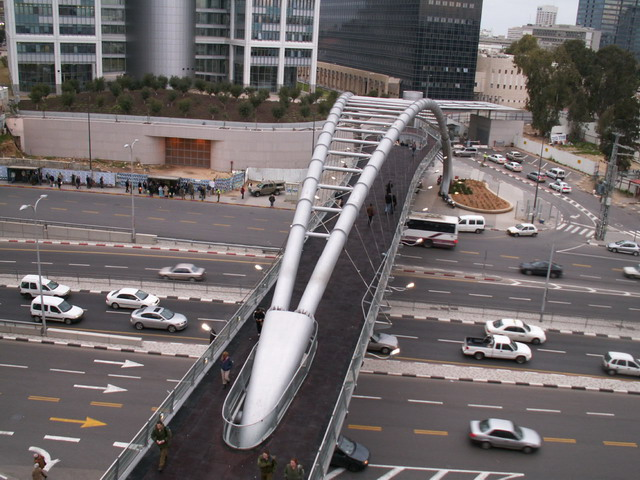
Pont piéton vu depuis HaShalom
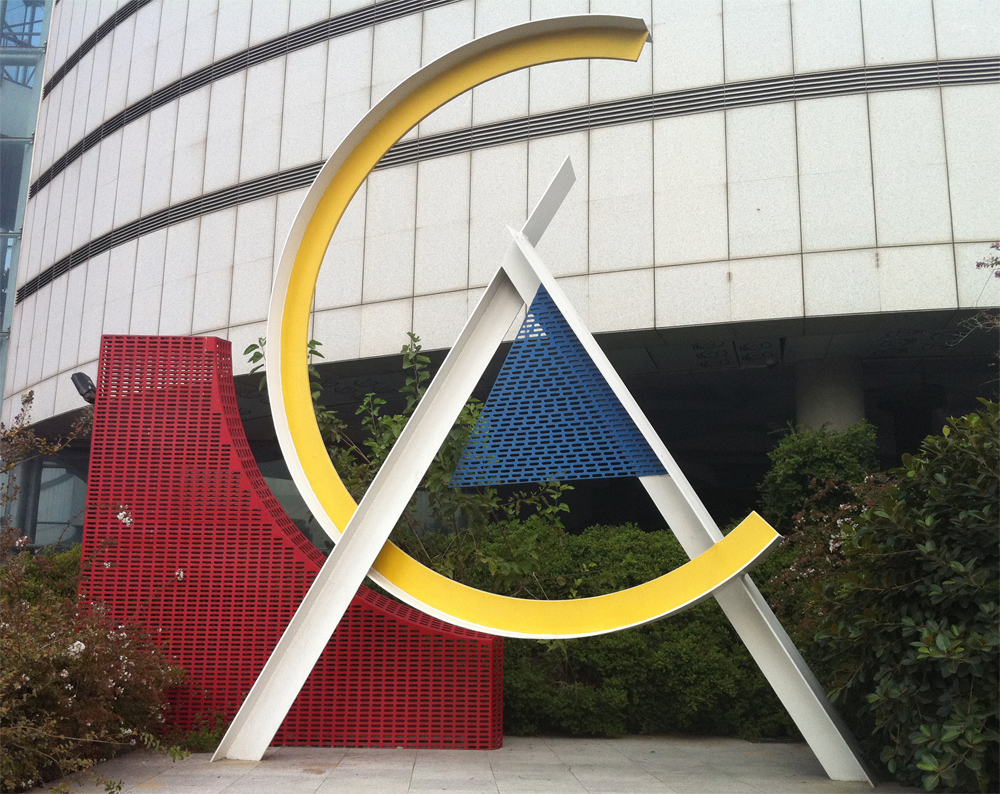
Logo du Centre Azrieli